# Sint-Jozef Ambachtsmankapel

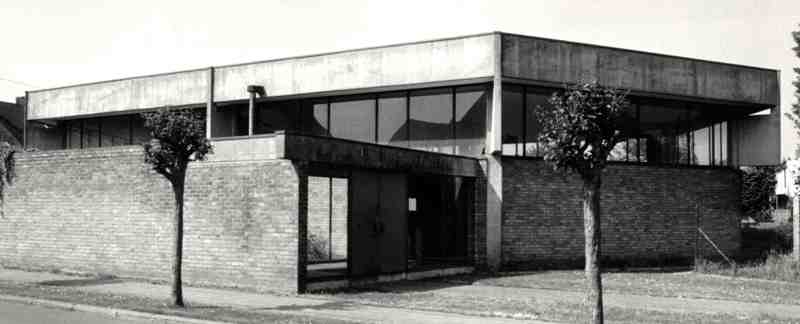
Sint-Jozef Ambachtsmankapel

De Sint-Jozef Ambachtsmankapel is een voormalige kapel in de Antwerpse plaats Willebroek, gelegen aan de Emmanuel Rollierstraat 50.
Feitelijk betreft het een kerkgebouw. Het werd gebouwd in 1964-1966 en werd ontworpen door Marc Dessauvage.
De kapel werd opgetrokken in baksteen en beton in de stijl van het naoorlogs modernisme. Hij heeft een zeshoekige plattegrond en een plat dak. Een toren ontbreekt.
Eind jaren '80 van de 20e eeuw werd de kapel in gebruik genomen door het Rode Kruis.